# مجلس شيوخ بولندا
مجلس شيوخ بولندا (بالإنجليزية: Senate of Poland)‏ هو الهيئة التشريعية في بولندا، ويتكون من 100 مقعداً، يقع المقر الرئيسي له في وارسو، وهو المجلس الأعلى في National Assembly (Poland) ‏، وبرلمان بولندا.

## طالع أيضًا
- National Assembly (Poland) [الإنجليزية]‏، وبرلمان بولندا